# Marsberg

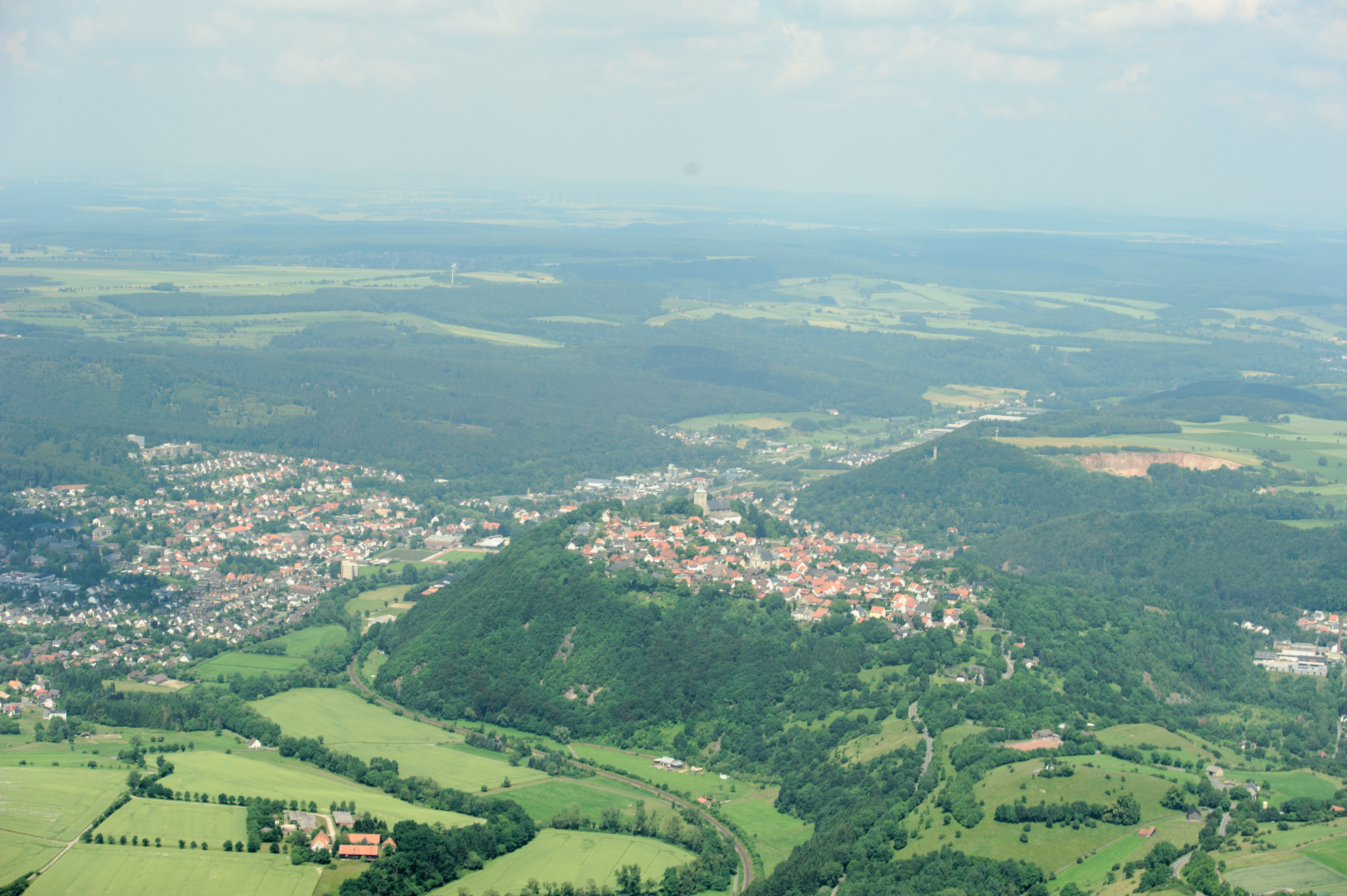
Marsberg/Obermarsberg

Marsberg è una città di 21.244 abitanti della Renania Settentrionale-Vestfalia, in Germania.
Appartiene al distretto governativo (Regierungsbezirk) di Arnsberg ed al circondario dell'Alto Sauerland.